# Heudicourt-sous-les-Côtes
Heudicourt-sous-les-Côtes is een gemeente in het Franse departement Meuse (regio Grand Est) en telt 187 inwoners (2005).
De gemeente maakt deel uit van het arrondissement Commercy en sinds 22 maart 2015 van het kanton Saint-Mihiel. Daarvoor hoorde het bij het op die dag opgeheven kanton Vigneulles-lès-Hattonchâtel.

## Geografie
De oppervlakte van Heudicourt-sous-les-Côtes bedraagt 14,1 km², de bevolkingsdichtheid is 13,3 inwoners per km².
De onderstaande kaart toont de ligging van Heudicourt-sous-les-Côtes met de belangrijkste infrastructuur en aangrenzende gemeenten.

## Demografie
Onderstaande figuur toont het verloop van het inwonertal (bron: INSEE-tellingen).